# Cooper Hefner
Cooper Hefner (Los Angeles, 4 de setembro de 1991) é um empresário e criativo norte-americano, filho do fundador e editor-chefe da mais famosa revista erótica do mundo, a Playboy. Tornou-se o diretor criativo da revista em 2016, e em 2017 foi o responsável pelo regresso da nudez à publicação.